# Helmut Tkalec
Helmut Tkalec (* 14. März 1959) ist ein österreichischer Tischlermeister, Holzgestalter und Antiquitätenhändler.

## Leben
Der Tischlermeister Helmut Tkalec betreibt seit vor 1980 in Oberalm eine Antiktischlerei für Stubenbau und  maßgefertigte oder restaurierte ländliche Möbel sowie einen Antiquitätenhandel. Er ist Mitglied (Ausschuss) der Wirtschaftskammer Salzburg, Landesinnung Salzburg der Tischler und Holzgestalter. Seit 2020 tritt Tkalec im „Händlerraum“ der ServusTV-Sendereihe Bares für Rares Österreich auf.